# Gry Bay
Gry Wernberg Bay (n. 15 august 1974  în Frederiksberg, Copenhaga) este o actriță și cântăreață daneză.

## Biografie
Gry Bay, a studiat în Copenhaga, artele dramatice, diploma ei de diplomă având ca temă opera lui William Shakespeare.

## Filmografie
- 1996: Dr. Monika Lindt - Kinderärztin, Geliebte, Mutter (TV)
- 1998: Hosenflattern (TV)
- 2002: Slim Slam Slum
- 2003: Last Exit
- 2004: Tro, had og kærlighed (TV)
- 2005: All About Anna
- 2005: Betonhjerter
- 2006: Grønne hjerter
- 2006: Emmalou